# Домарев, Александр Дмитриевич
Александр Дмитриевич Домарев (1903, Чернский уезд, Тульская губерния — 17 октября 1967 или октябрь 1967, Орёл) — советский политический деятель; первый секретарь Тумского районного комитета ВКП(б) (1936—1940); начальник Управления НКГБ / МГБ по Орловской области (1943—1947), полковник (1945).

## Биография
Родился в 1903 году в деревне Казарино (ныне — урочище в Чернском районе Тульской области) в русской семье крестьянина-середняка.
В 1913 году окончил сельскую школу в Казарино, в 1917 — 3 класса высшего начального училища в Черни.
До февраля 1926 года работал в хозяйстве родителей; с февраля 1926 по август 1927 — заместитель председателя правления потребительского кооперативного общества в Казарино (с перерывом в мае-сентябре 1926, когда служил в РККА красноармейцем артиллерийского полка 84-й дивизии в Туле).
В мае 1929 года окончил губернскую совпартшколу в Туле; в период учёбы (в 1928 году) вступил в ВКП(б). Работал инструктором окружного колхозного союза в Туле.
С мая 1930 года работал в посёлке Волово: директор МТС, с сентября 1930 — заместитель председателя правления райсемполеводсоюза, с марта 1931 — секретарь парткома сельскохозяйственной коммуны «Красивая мечь», с апреля 1932 — председатель райколхозсоюза, с января 1933 — заместитель заведующего заготовительным отделом райкома ВКП(б), с июля 1933 — заместитель секретаря Воловского райкома ВКП(б).
С сентября 1936 по апрель 1940 года — первый секретарь районного комитета ВКП(б) в Туме (Рязанская область).
С апреля 1940 года служил в органах НКВД в Управлении по Рязанской области: заместитель начальника управления по кадрам, с марта 1941 — заместитель, с 7 августа 1941 — 1-й заместитель начальника управления. С 7 мая 1943 по 15 мая 1947 года — начальник Управления НКГБ / МГБ по Орловской области. С 15 мая по 10 июня 1947 года в распоряжении управления кадров МГБ СССР и откомандирован в распоряжение Орловского обкома ВКП(б).
С июня 1947 по сентябрь 1949 года работал 1-м заместителем председателя Орловского облисполкома. С августа 1952 по 7 апреля 1962 года — заместитель председателя Совета Министров Коми АССР.
Избирался депутатом Верховного Совета СССР 2-го созыва, Верховного Совета РСФСР 4-го созыва.
С 1962 года — персональный пенсионер союзного значения. Умер в 1967 году в Орле.

## Награды
- орден «Знак Почёта» (28.11.41)
- орден Красной Звезды (20.9.1943)
- орден Отечественной войны 1 степени (19.8.1946)
- орден Трудового Красного Знамени
- две медали[3].